# Epidryopteris lycopodiomus
Epidryopteris lycopodiomus là một loài dương xỉ trong họ Polypodiaceae. Loài này được Rojas Acosta mô tả khoa học đầu tiên năm 1918.
Danh pháp khoa học của loài này chưa được làm sáng tỏ. 